# Angel Investigations
Angel Investigations är en fiktiv organisation i den populära TV-serien Angel, se Angel (tv-serie). Angel Investigations är en detektivbyrå som huvudsakligen drivs av vampyren Angel, se Angel (rollfigur). Angel har vänner och bekanta som medhjälpare, bl.a. Charles (Gunn) Gunn, Wesley Wyndam-Pryce, Cordelia Chase och Winifred (Fred) Burkle. Tillsammans löser de mystiska fall med demoner, vampyrer, zombies och andra övernaturliga företeelser. Angel är hjälten, Gunn är krigaren, Wesley är hjärnan, Cordelia är hjärtat och Fred är geniet. De äger Hyperion Hotel, och därifrån de bedriver sin verksamhet.